# حوزه انتخابیه سوم ایلینوی
حوزه انتخابیه سوم ایلی‌نوی یک حوزه انتخابیه مجلس نمایندگان آمریکا است که در ایالت ایلی‌نوی قرار دارد.